# 新潟県道280号・長野県道119号杉野沢黒姫停車場線
新潟県道280号・長野県道119号杉野沢黒姫停車場線（にいがたけんどう280ごう・ながのけんどう119ごう すぎのさわくろひめていしゃじょうせん）は、新潟県妙高市と長野県上水内郡信濃町を結ぶ一般県道。

## 概要

### 路線データ
- 起点：新潟県妙高市杉野沢（新潟県道39号妙高高原公園線・新潟県道399号杉野沢二俣線交点）
- 終点：長野県上水内郡信濃町柏原（しなの鉄道黒姫駅＝長野県道363号黒姫停車場線交点）
- 延長：10 km（長野県内）

## 路線状況

### 橋
- 地震滝橋（新潟県妙高市 - 長野県上水内郡信濃町・関川）

## 地理

### 通過する自治体
- 新潟県
  - 妙高市
- 長野県
  - 上水内郡信濃町

### 交差する道路

#### 妙高市
- （杉野沢付近＝起点）
  - 新潟県道39号妙高高原公園線
  - 新潟県道399号杉野沢二俣線

#### 信濃町
- （野尻付近）
  - 信濃町IC方面支線
- 黒姫駅（柏原＝終点）
  - 長野県道363号黒姫停車場線（一茶通り）

##### 支線区間
- （野尻付近＝支線起点）
  - 本線
- （柏原付近）
  - 国道18号（野尻バイパス）
- 黒姫高原入口交差点（柏原＝支線終点）
  - 国道18号（北国街道）

### 周辺
- 妙高杉ノ原スキー場
- 黒姫高原
  - 黒姫高原スノーパーク
- 黒姫駅
- 信濃町インターチェンジ
- 道の駅しなの